# Ságújfalu
Ságújfalu (szlovákul: Šagová) község Nógrád vármegyében, a Salgótarjáni járásban.

## Fekvése, megközelítése
Ságújfalu Szécsény és Salgótarján között helyezkedik el, utóbbitól mindössze 14 kilométerre, a 22-es főút mentén, annak nagyjából az 56. kilométerszelvényénél. Itt ágazik ki a főútból a bő 7 kilométer hosszú, 22 109-es számú mellékút, amely Etes község érintésével a 2206-os útig, Karancsaljáig húzódik. Ságújfalu a Novohrad-Nógrád UNESCO Globális Geopark települése.
A települést az alábbi helyközi autóbuszjáratok érintik:1010, 3072, 3080, 3081, 3082.

## Története
Ságújfalu mintegy 700 éves múltra tekint vissza. Helyén azonban már évezredekkel ezelőtt is éltek emberek. Bizonyítják ezt a Várhegyen talált őskori urnák, a Bátka legelőn felfedezett bronzkori tárgyak, a késő avar kori sírok, a késő bronzkori régészeti leletek, urnatemetők nyomai.
Ságújfalu a Záh nemzetség ősi birtokai közé tartozott. Záh Felicián visegrádi merénylete következtében a nemzetség összes javait elkobozták és ekkor Ságújfalu is a koronára szállt.
1332-ben Károly Róbert király a falut az Ákos nemzetségbeli Cselen fia Sándor fia Jánosnak, a Méhi és a Karancssághi Sághy család ősének, valamint testvérének, Jakabnak adományozta.
1398-ban Méhi Jakab fia János, 1548-ban Balassa Zsigmond, 1598-ban Szentmariay György birtoka volt, 1660-ban pedig Balassa Imre divényi uradalmához tartozott.
A régi falu, Másfalu – amely a törökdúlás idején jórészt elpusztult – 1690–1700 között épült újjá. 
Az 1715-ben és 1720-ban végzett összeíráskor 12 magyar háztartását írták össze.
A 18. század elején a gróf Koháryak, 1770-ben pedig a felvidékről származó Kubinyi család sarja Kubinyi Gáspár, 1826-ban pedig a báró Prónayak, a 20. század elején pedig báró Prónay Sylvester Gábor volt a falu nagyobb birtokosa.
A községbeli úrilakot Kubinyi Gáspár a 18. század közepe után építtette.
1831-ben és 1873-ban nagy kolerajárvány volt itt, 1880-ban pedig a település fele leégett.
1907-ben a Bohotka nevű legelőn több bronzkori tárgyat találtak, a Várhegyen pedig 1884-ben több őskori urnát. A Várhegyen a hagyomány szerint hajdan vár is állt.
A 20. század elején Nógrád vármegye Szécsényi járásához tartozott.

## Közélete

### Polgármesterei
- 1990–1994: Szentes Attila (független)[4]
- 1994–1998: Szentes Attila (független)[5]
- 1998–2002: Szentes Attila (független)[6]
- 2002–2006: Szentes Attila (független)[7]
- 2006–2010: Szentes Attila (független)[8]
- 2010–2014: Szentes Attila (független)[9]
- 2014–2019: Szentes Attila (független)[10]
- 2019–2024: Szentes Attila (független)[11]
- 2024– : Szentes Attila (független)[1]

## Népesség
A település népességének változása:
| Lakosok száma | 1059 | 1052 | 1023 | 972  | 954  | 948  | 936  |
|               | 2013 | 2014 | 2015 | 2021 | 2022 | 2023 | 2024 |

1910-ben 793 magyar lakosa volt. Ebből 740 római katolikus, 36 evangélikus, 16 izraelita volt.
2001-ben a település lakosságának 88%-a magyar, 12%-a cigány nemzetiségűnek vallotta magát.
A 2011-es népszámlálás során a lakosok 90,4%-a magyarnak, 13,8% cigánynak, 0,9% németnek mondta magát (9,5% nem nyilatkozott; a kettős identitások miatt a végösszeg nagyobb lehet 100%-nál). A vallási megoszlás a következő volt: római katolikus 73,4%, református 0,4%, evangélikus 1,3%, felekezeten kívüli 11,7% (12,7% nem nyilatkozott).
2022-ben a lakosság 92,5%-a vallotta magát magyarnak, 16,9% cigánynak, 0,1% románnak, 0,6% egyéb, nem hazai nemzetiségűnek (7,3% nem nyilatkozott; a kettős identitások miatt a végösszeg nagyobb lehet 100%-nál). Vallásuk szerint 51,8% volt római katolikus, 1,6% református, 1,3% evangélikus, 2,2% egyéb keresztény, 0,6% egyéb katolikus, 11,9% felekezeten kívüli (30,3% nem válaszolt).

## Nevezetességei
Kubinyi-Prónay-kastély

Ságújfalu egykori történelmére leginkább utaló épület az 1770-ben készült Kubinyi-Prónay kastély. Ma itt található a polgármesteri hivatal, az orvosi rendelő, a posta. A mellette lévő szépen felújított gazdasági épületben kapott helyet a művelődés háza.
A Kubinyi család feltehetően az 1770 körüli években szerzett jelentősebb birtokokat Nógrád vármegyében. Mégpedig Kubinyi Gáspár által, aki nőül vette a dúsgazdag F. Watthay W. Farkas egyetlen lányát, Zsuzsannát. A család különböző leszármazottai fontos állami tisztségeket töltöttek be mindig. A kastély másik, későbbi tulajdonosai a Prónay családból kerültek ki, mégpedig szintén házasság révén. 1826-tól került Ságújfalu a Prónay család birtokába.
A kastélyra inkább a kúria jelző illik. Egykor magas kőfal vette körül, melynek ma is látható, felújított darabja az Etes felé vezető út mellett áll. Késő barokk stílusú kastély nagy dongaboltozatú pincével rendelkezik. Az épület két oldalán fából készült nyitott tornác található.
Római katolikus templom
A Szent László tiszteletére szentelt templomot 1939-ben építették. A 20. század 30-as éveiben dr. Horváth József karancssági plébános határozta el, hogy „templom kell ennek a népnek”. A nagy gazdasági világválság, a közelgő háború fenyegetése ellenére megvalósította tervét. Az oltárkép Kákonyi Asztrik munkája, a mennyezetet és az oldalfalakat Szilágyi János freskói díszítik. A templom oldalán az építésének megörökítését szolgáló emléktábla található.

## Külső hivatkozások
- Ságújfalu az utazom.com honlapján[halott link]
- A Novohrad-Nógrád UNESCO Globális Geopark települései